# Chaos and Creation in the Backyard
Chaos and Creation in the Backyard je třinácté sólové studiové album anglického hudebníka Paula McCartneyho. Vydáno bylo v září roku 2005 společnostmi Parlophone a Capitol Records. Jeho producentem byl Nigel Godrich. V britské hitparádě UK Albums Chart se umístilo na šesté příčce, v americké Billboard 200 na šesté. V několika zemích získalo zlatou desku.

## Seznam skladeb
Autorem všech skladeb je Paul McCartney.
1. „Fine Line“ – 3:05
2. „How Kind of You“ – 4:47
3. „Jenny Wren“ – 3:47
4. „At the Mercy“ – 2:38
5. „Friends to Go“ – 2:43
6. „English Tea“ – 2:12
7. „Too Much Rain“ – 3:24
8. „A Certain Softness“ – 2:42
9. „Riding to Vanity Fair“ – 5:07
10. „Follow Me“ – 2:31
11. „Promise to You Girl“ – 3:10
12. „This Never Happened Before“ – 3:24
13. „Anyway“ – 7:22

## Obsazení
- Paul McCartney – klavír, spinet, baskytara, kytara, bicí, perkuse, tamburína, zpěv, křídlovka, violoncello, varhany, zobcová flétna, trubicové zvony, autoharfa, rumba koule, harmonium, gong, triangl, zvonkohra, syntezátor
- Millennia Ensemble – smyčce, žestě
- Joby Talbot – aranžmá
- Nigel Godrich – klavír, kytara
- Pedro Eustache – duduk
- Jason Falkner – kytara
- James Gadson – bicí
- Joey Waronker – perkuse
- The Los Angeles Music Players – smyčce
- David Campbell – aranžmá smyčců
- Rusty Anderson – kytara
- Brian Ray – kytara
- Abe Laboriel Jr. – perkuse, tamburína